# Cantone di Longeau-Percey
Il Cantone di Longeau-Percey era una divisione amministrativa dell'Arrondissement di Langres.
A seguito della riforma approvata con decreto del 17 febbraio 2014, che ha avuto attuazione dopo le elezioni dipartimentali del 2015, è stato soppresso.

## Composizione
Comprendeva 24 comuni:
- Aprey
- Aujeurres
- Baissey
- Bourg
- Brennes
- Chalindrey
- Cohons
- Flagey
- Heuilley-Cotton
- Heuilley-le-Grand
- Leuchey
- Longeau-Percey
- Noidant-Chatenoy
- Orcevaux
- Le Pailly
- Palaiseul
- Perrogney-les-Fontaines
- Rivières-le-Bois
- Saint-Broingt-le-Bois
- Verseilles-le-Bas
- Verseilles-le-Haut
- Villegusien-le-Lac
- Villiers-lès-Aprey
- Violot